# حروب خيلدرز

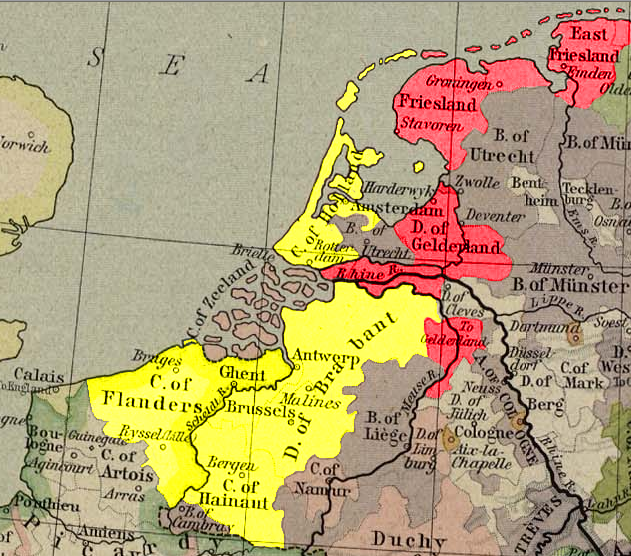
بالأصفر: كونتية هولندا، وكونتية فلانديرز، ودوقية برابنت، وكونتية هينو.
بالأحمر: خيلدرز، وخرونينغن، وفريزيا.

كانت حروب خيلدرز (بالهولندية: Gelderse oorlogen)‏ سلسلة من الصراعات في البلدان المنخفضة بين دوق بورغندي الذي كان يسيطر على كونتية هولندا وكونتية فلانديرز ودوقية برابنت وكونتية هينو من جهة وكارل دوق خيلدرز الذي كان يسيطر على خيلدرز وخرونينغن وفريزيا من جهة أخرى.
استمرت الحرب من 1502 حتى 1543 وانتهت بانتصار بورغندي، وأصبحت كل البلدان المنخفضة نتيجة لذلك تحت سيطرة شارلكان إمبراطور الإمبراطورية الرومانية المقدسة. تميزت الصراعات بغياب المعارك الكبيرة بين الجيشين. وإنما شاعت استراتيجيات الكر والفر والغارات والكمائن. بغض النظر عن ذلك، ترك هذا النزاع أثرًا كبيرًا على المدنيين بسبب العداوات والحوادث التي انتشرت في البلدان المنخفضة.
شملت الحروب نهب لاهاي عام 1528، وحصار أنتويرب الفاشل عام 1542 تحت قيادة المشير الغيلدري مارتين فان روسوم. انتهت الحرب بتدمير بلدة دورن الكامل ومقتل كل سكانها تقريبًا لتستسلم بعدها البلدات الغيلدرية الأخرى لحكم هابسبورغ من خلال معاهدة فينلو.
تقاطع الجزء الأخير من الحرب مع الصراع الأكبر الدائر بين فرنسا وإسبانيا المعروف بالحروب الإيطالية.

## خلفية
يمكن تتبع أصل حروب خيلدرز إلى عام 1471 عندما أقرض شارل الجريء 300000 غلدر ذهبي لأرنولد دوق خيلدرز. اختار شارل لقب دوقية خيلدرز ليكون كفالة تحميه في حال لم يسدد. ولم يسدد أرنولد المبلغ، لذلك فحين توفي عام 1473حصل شارل على لقب الدوقية. قرر أدولف نجل أرنولد وحفيده كارل لاحقًا استعادة الدوقية بسبل عسكرية.

## 1502 حتى 1514
حاول آل هابسبورغ بين عامي 1502 و1515 استعادة دوقية خيلدرز التي كانت لعائلة بورغندي بين عام 1473 وعام 1492. من ناحية أخرى، حاول كارل دوق خيلدرز احتلال أوفرايسل التابعة لأسقفية أوترخت لكنه لم ينجح في ذلك أيضًا.

## 1514 حتى 1517
في هذه الفترة، نشب العداء الساكسوني عندما حاول غيورغ دوق ساكسونيا وبالتحالف مع عائلة هابسبورغ إخضاع فريزيا وأومالاندن وخرونينغن. قاوم الفريزيون تحت قيادة يانكو دواما ودعمهم ادزارد الأول كونت فريزيا الشرقية والفريد كارل دوق خيلدرز. فشل غيورغ دوق ساكسونيا في احتلال خرونينغن وأُجبر على التراجع. عندما كان يسيطر على عدة مدن فقط (ليوواردن وهارلينجن وفرانيكير) باع حقوقه لشارلكان من آل هابسبورغ في مايو 1515.
خلال هذا الوقت، انتصر المتمردون الفريزيون بقيادة الأسطوري بير جيرلوفس دونيا وويرد جيلكاما في الكثير من المعارك البحرية وأغاروا مرات عدة على هولندا على رأس جيش آروم الأسود. ونظرًا لأن شارل من هابسبورغ احتاج تعزيز العرش الإسباني والمناورة ليصبح إمبراطورًا رومانيًا مقدسًا في ألمانيا، أبرم السلام مع إدزارد الأول ليعترف به بصفة كونت فريزيا الشرقية ويترك بيده وبيد كارل دوق خيلدرز السيطرة على معظم فريزيا وأومالاندن وخرونينغن. وبالتالي احتل كارل من خيلدرز أوفرايسل عام 1521-1522 بدعم من زفوله.

## 1522 حتى 1528
واصلت القوة الهابسبورغية تحت قيادة غيورغ شينك فان توتينبورغ عام 1522 الهجوم وأخرجت القوات الخيلدرزية في العام التالي من فريزيا. وهُزم المتمردون الفريزيون الذين توفي قائدهم ذو الكاريزما بير جيرلوفس دونيا من المرض عام 1520. قُبض على قائدهم ويرد جيلكاما مع من تبقى من الجيش الفريزي عام 1523 وسيقوا إلى مدينة ليوواردن وقطعت رؤوسهم علنًا. وسُجن يانكو دواما ومات أسيرًا في فيلفورد.
مع حلول ديسمبر 1524، كانت فريزيا في قبضة آل هابسبورغ المحكمة. سُميت لوردية فريزيا مجددًا وحكمها ستاتهاودر.

## خرائط

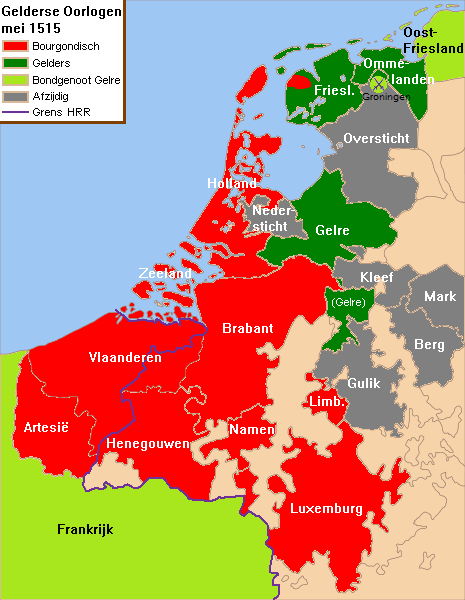
مايو عام 1515
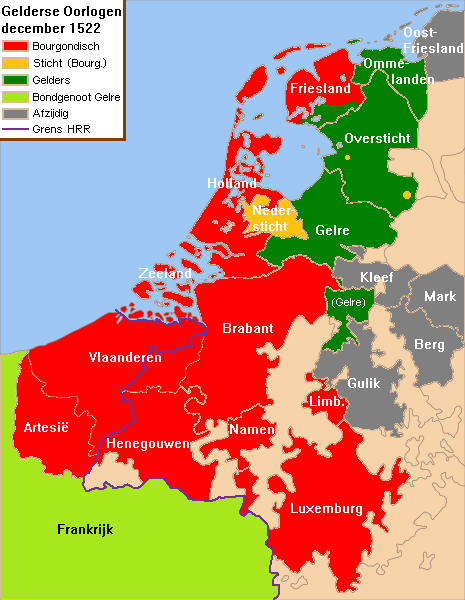
ديسمبر عام 1522
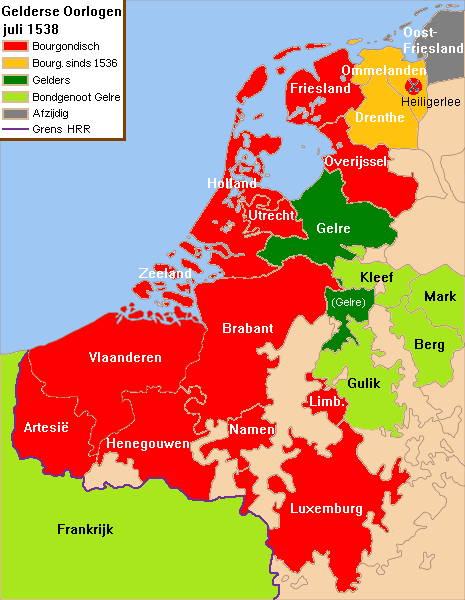
يوليو عام 1538
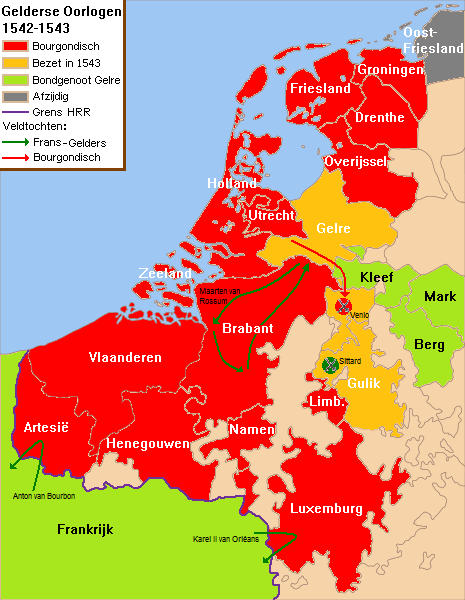
1542-1543